# Noel Madison
Noel Madison, nato Noel Nathaniel Moscovitch (New York, 30 aprile 1897 – Fort Lauderdale, 6 gennaio 1975), è stato un attore statunitense.
Era figlio dell'attore di origine russa Maurice Moscovitch e di sua moglie Rose.

## Filmografia parziale
- Le due strade (Manhattan Melodrama), regia di W.S. Van Dyke (1934)
- I Like It That Way, regia di Harry Lachman (1934)
- Nation Aflame, regia di Victor Halperin (1937)
- La ballerina dei gangsters (Gangway), regia di Sonnie Hale (1937)
- Miss V from Moscow, regia di Albert Herman (1942)
- The Black Raven, regia di Sam Newfield (1943)
- Allegri imbroglioni (Jitterbugs), regia di Malcolm St. Clair (1943)